# Adrián López Rodríguez
Adrián López Rodríguez (Puentes de García Rodríguez, La Coruña; 25 de febrero de 1987), más conocido como Adrián López o Piscu, es un exfutbolista español. Juega de defensa central y su último equipo fue la SD Compostela de la Tercera División de España.

## Biografía
Adrián López Rodríguez, conocido como Piscu (para no dar lugar a equivocaciones una vez que coincidió en el Deportivo con Adrián López, delantero procedente del Real Oviedo y actual jugador del Villarreal, con el que comparte nombre y apellido), nació en la localidad coruñesa de Puentes de García Rodríguez. Jugó en el equipo local hasta la categoría infantil, momento en el que ficha por el Deportivo de La Coruña, prosiguiendo su carrera futbolística en las categorías inferiores de la entidad herculina. 
Tras esta etapa en la que destacó como central, fue ascendido al Fabril, filial del Deportivo. En su primera temporada, la 2006/07, consiguió el ascenso de Tercera División a Segunda B. 
Durante su segundo año jugando como defensa central en el Deportivo B, debuta en la primera plantilla tras haber llevado al filial a la primera posición de su grupo en Segunda B y ser el equipo menos goleado de la categoría. 
Su debut en Primera División se produjo el 30 de septiembre de 2007, en la sexta jornada de la liga, en un partido jugado en el Estadio Olímpico de Montjuic frente al Español. El 10 de enero de 2007 debuta en la Copa del Rey contra el RCD Mallorca en el ONO Estadi, en partido correspondiente a los octavos de final. 
Fue llamado al primer equipo debido a la lesión de Albert Lopo. Dada esta circunstancia, unida a que el otro central Pablo Amo también se encontraba lesionado y a que Aythami Artiles ocupó el puesto vacante del centro de la zaga con una actuación desafortunada, Miguel Ángel Lotina decidió darle a Piscu la oportunidad en la 5.ª jornada del campeonato. A partir de ese momento se convirtió en un fijo en la defensa blanquiazul. Desde su debut en Primera jugó 13 jornadas como titular ininterrumpidamente hasta la jornada 18, correspondiente al 13 de enero, cuando causó baja por gripe. 
En la temporada 09-10 disputó sólo 3 partidos de liga. Tras finalizar la campaña, la entidad coruñesa ejerció unilateralmente la renovación de su contrato en virtud del convenio entre LaLiga y la AFE. El jugador no se presentó en pretemporada en Abegondo, para la que estaba citado, y el club aseguró desconocer su paradero. Unos días después de que trascendiese que el futbolista se estaba entrenando con el Wigan Athletic de la Premier League inglesa, el Deportivo lo inscribió en la lista de 25 jugadores para la temporada 2010/11.
Finalmente, tras permanecer entrenando en Inglaterra, el 31 de diciembre de 2010 el Wigan Athletic confirmó su fichaje oficial, debutando como lateral derecho contra el Manchester City en el Emirates Stadium.
En Inglaterra disputaría un total de 19 partidos y llegaría a formar parte del equipo que quedó campeón de FA CUP, ganando por 1-0 en Wembley contra el Manchester City
Después de su paso por la Premier firmaría en la MLS, donde el Montreal Impact se haría con sus servicios por 2 años, pero dos lesiones consecutivas de ligamento cruzado le impedirían debutar con el equipo Canadiense. 
Volvería a Europa de la de la mano del AGF danés, donde firmaría un contrato de 6 meses y que fue renovado por el club en noviembre, por lo que estaría en el conjunto danés 1 año. En Dinamarca estaría un total de 2 temporadas donde jugaría también en el FC Fredericia.
Su última temporada sería en la SD Compostela.

## Selección nacional
Realizó su debut con la selección gallega el 27 de diciembre de 2007 en Balaídos, en un partido amistoso contra la Selección de fútbol de Camerún. El partido finalizó con el resultado de empate a 1, con gol de Julio Álvarez por parte de la selección autonómica y de Rigobert Song para el combinado africano.
También fue convocado con la Selección de fútbol de España sub-21, sin llegar a debutar oficialmente.

## Clubes
| Equipo                 | País       | Año       |
| ---------------------- | ---------- | --------- |
| Deportivo Fabril       | España     | 2006-2007 |
| Deportivo de La Coruña | España     | 2007-2010 |
| Wigan Athletic         | Inglaterra | 2011-2013 |
| Montreal Impact        | Canadá     | 2013-2015 |
| Aarhus GF              | Dinamarca  | 2015-2016 |
| FC Fredericia          | Dinamarca  | 2017-2018 |
| SD Compostela          | España     | 2018-2019 |

## Títulos
- 1 FA Cup (Wigan Athletic), 2013